# ラビネスト
ラビネスト（英語、ラテン文字：RABINEST）は、2010年1月に新宿区西早稲田にてオープンした多目的スペースである。高田馬場ラビネスト（高田馬場RABINESTの表記もあり）とも呼ばれる。

## 概要
演出家の山口喬司が管理・運営している。2010年1月にこけら落としを経て、山口主宰のK.B.S.Project「北枕動物園へようこそ〜阿片の唄〜」を上演した。
2009年に閉館した劇場（旧アートボックスホール）を全面改装した。改装作業やこけら落とし公演にはアートボックスホールゆかりの俳優陣も数名出演している。
設備の増強やメンテナンスにも永続的に力を入れており、ナイトビジョンやソリッドステートプレイヤーの導入など当時は新しかった設備の導入も、一つの売りとなっている。